# Paraskevi Tsiamita
Paraskevi "Voula" Tsiamita (Volos, 10 de março de 1972) é uma ex-atleta grega campeã mundial do salto triplo. Conquistou a medalha de ouro no Campeonato Mundial de Atletismo de 1999, em Sevilha, Espanha.